# Grille des notations financières
La grille des notations financières est une grille d'évaluation, utilisée dans le secteur de la finance, servant à évaluer, pour la contraction d'une dette, les risques de non-remboursement par l'emprunteur. Ces grilles sont publiées par des agences de notation telles que Moody's, Standard & Poor's (S&P) ou Fitch.
Pour les articles homonymes, voir Grille.
| Moody's    | Moody's     | S&P        | S&P         | Fitch      | Fitch       | Commentaire                                   |  |
| Long terme | Court terme | Long terme | Court terme | Long terme | Court terme | Commentaire                                   |  |
| ---------- | ----------- | ---------- | ----------- | ---------- | ----------- | --------------------------------------------- |  |
| Aaa        | P-1         | AAA        | A-1+        | AAA        | A1+         | Prime. Sécurité maximale                      |  |
| Aa1        | P-1         | AA+        | A-1+        | AA+        | A1+         | High Grade. Qualité haute ou bonne            |  |
| Aa2        | P-1         | AA         | A-1+        | AA         | A1+         | High Grade. Qualité haute ou bonne            |  |
| Aa3        | P-1         | AA-        | A-1+        | AA-        | A1+         | High Grade. Qualité haute ou bonne            |  |
| A1         | P-1         | A+         | A-1         | A+         | A1          | Upper Medium Grade Qualité moyenne supérieure |  |
| A2         | P-1         | A          | A-1         | A          | A1          | Upper Medium Grade Qualité moyenne supérieure |  |
| A3         | P-2         | A-         | A-2         | A-         | A2          | Upper Medium Grade Qualité moyenne supérieure |  |
| Baa1       | P-2         | BBB+       | A-2         | BBB+       | A2          | Lower Medium Grade Qualité moyenne inférieure |  |
| Baa2       | P-3         | BBB        | A-3         | BBB        | A3          | Lower Medium Grade Qualité moyenne inférieure |  |
| Baa3       | P-3         | BBB-       | A-3         | BBB-       | A3          | Lower Medium Grade Qualité moyenne inférieure |  |
| Ba1        | Not Prime   | BB+        | B           | BB+        | B           | Non Investment Grade Spéculatif               |  |
| Ba2        | Not Prime   | BB         | B           | BB         | B           | Non Investment Grade Spéculatif               |  |
| Ba3        | Not Prime   | BB-        | B           | BB-        | B           | Non Investment Grade Spéculatif               |  |
| B1         | Not Prime   | B+         | B           | B+         | B           | Hautement spéculatif                          |  |
| B2         | Not Prime   | B          | B           | B          | B           | Hautement spéculatif                          |  |
| B3         | Not Prime   | B-         | B           | B-         | B           | Hautement spéculatif                          |  |
| Caa        | Not Prime   | CCC+       | C           | CCC        | C           | Risque substantiel. En mauvaise condition     |  |
| Ca         | Not Prime   | CCC        | C           | CCC        | C           | Extrêmement spéculatif                        |  |
| C          | Not Prime   | CCC-       | C           | CCC        | C           | Peut-être en défaut                           |  |
| /          | Not Prime   | D          | /           | DDD        | /           | En défaut                                     |  |
| /          | Not Prime   | D          | /           | DD         | /           | En défaut                                     |  |
| /          | Not Prime   | D          | /           | D          | /           | En défaut                                     |  |